# Полак, Тайлер
Тайлер Джон Полак (англ. Tyler John Polak; род. 13 мая 1992, Линкольн) — американский футболист, защитник клуба «Гринвилл Трайамф».

## Клубная карьера
Уроженец Линкольна, Небраска, занимался в Академии Ай Эм Джи. Три семестра проучился в Крейтонском университете, где также играл в футбол. Во время обучения играл за клуб «Чикаго Файр Премьер» в Премьер-лиге развития. Отказавшись от последнего года обучения, Полак подписал контракт с MLS по программе Generation adidas. 12 января на Супердрафте MLS 2012 был выбран во втором раунде под общим 22-м номером клубом «Нью-Инглэнд Революшн». Дебютировал 11 марта в матче открытия сезона против «Сан-Хосе Эртквейкс», заменив на 60-й минуте Эй Джей Соареша.
27 марта 2013 года на правах аренды перешёл в клуб ЮСЛ Про «Рочестер Райнос». Дебютировал 14 апреля в игре с «ВСИ Тампа-Бэй», выйдя в стартовом составе. По окончании сезона покинул Бостон и присоединился к клубу Североамериканской футбольной лиги «Миннесота Юнайтед». Дебютировал 18 мая 2014 года в матче против «Форт-Лодердейл Страйкерс».
Перед сезоном 2016 перешёл в клуб-дебютант ЮСЛ «Цинциннати». Дебютировал 27 марта во встрече с «Чарлстон Бэттери». Первым в карьере результативным действием отметился 24 августа, отдав пас на гол Остина Берри в ворота своей предыдущей команды. После сезона 2017 контракт с игроком не был продлён, и он покинул клуб.
Весну 2018 года провёл в «Майами 2», а 15 августа 2018 года присоединился к «Сент-Луису». Первый матч сыграл 19 августа против «Фресно», выйдя в старте.
4 января 2019 года перешёл в клуб Лиги один «Гринвилл Трайамф». Дебютировал 30 марта в матче «Торменты», выйдя в старте. В следующей встрече, с «Лансинг Игнайт», вышел на поле с капитанской повязкой и отдал передачу на победный гол. В сокращённом сезоне 2020 привёл клуб к первому в его истории чемпионскому титулу.

## Карьера в сборной
Выступал за молодёжные сборные США разных возрастов. В составе юношеской сборной принимал участие в чемпионате мира 2009 в Нигерии, дойдя со сборной до 1/16 финала и проиграв сборной Италии.

## Личная жизнь
С октября 2024 года поддерживает Американское онкологическое общество, участвуя в акции Men Wear Pink.

## Достижения
«Гринвилл Трайамф»
- Победитель Лиги один: 2020